# 크레이지하우스

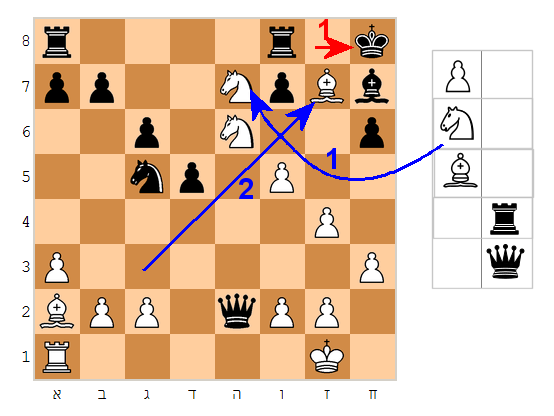
1.N@e7+ Kh8 2.Bxg7# (@ 기보법)

크레이지하우스는 버그하우스 체스와 유사하지만 2인용인 변형 체스다. 잡은 기물을 판에 다시 내려 놓을 수 있는 쇼기의 규칙을 적절히 포함하였다.

## 규칙
체스의 규칙과 관례는 모두 적용되고 하술할 바와 같이 '내려놓기'와 관련된 규칙이 추가된다.
- 잡힌 기물은 색깔이 바뀐 뒤 잡은 사람의 '주머니'에 들어간다.  언제든지, 판에 있는 기물을 움직이는 대신 주머니에 있는 기물을 판의 빈칸에 내려놓아 수를 둘 수 있다. 예를 들어 일반 체스에서는 체크메이트가 되는 체크를 크레이지하우스에서는 방어자가 만약 적법하게 기물을 내려 놓아 체크를 무효화할 수 있다면 방어가 가능하다.[1]
- 즉각적인 체크메이트를 발생시킬 수 있는 내려놓기는 가능하다. 쇼기와 달리 폰의 내려놓기도 포함한다.
- 폰을 각자의 1번째 또는 8번째 랭크에 내려놓을 수 없다.
- 승급한 폰이 잡혔을 경우 내려놓을 때는 폰으로서 놓인다.[2]
- 각각 2번째 랭크에 놓인 흰색 폰과 7번째 랭크에 놓인 검은색 폰은, 내려놓아진 후 첫 번째 수로서 2칸을 이동하는 것이 가능하다
- 내려 놓은 룩은 캐슬링을 할 수 없다.

쇼기와는 달리 한 파일에 2개 이상의 폰이 놓일 수 있으며 폰을 내려놓아 체크메이트를 하는 것이 가능하다.
잡힌 기물의 색깔을 변경하는 물리적인 문제를 해결하는 방법에는 다음이 있다.
- 2번째 체스 세트에서 다른 색깔의 동종 기물을 꺼내 사용하기
- 컴퓨터 프로그램을 통해 경기 진행하기.
- 기물이 그려진 32개의 하얀 체커로 방향을 나타내어 누구의 것인지 표시하기 (쇼기처럼)
- 기물 아래에 체커를 놓아 해당 기물의 진짜 색깔을 표시하기

## 기보법
'내려놓기'를 기록하기 위해 표준 기보법에서 확장되었다. 무슨 기물을 내려놓았는지 적고 연이어 @를 적는다. 그 뒤 목표 칸이 뒤따른다. 가령, N@d5는 '나이트가 비축되었다가 d5 칸에 두어졌다'는 뜻이다.

## FEN (포사이스 에드워즈 표기법)
크레이지 하우스를 위한 표준 FEN 방침은 존재하지 않는다. 그러나 리체스에서는 자체 확장판이 사용된다. 리체스식 예제는 다음과 같다.
```
r2qk3/pp2bqR1/2p5/8/3Pn3/3BPpB1/PPPp1PPP/RK1R4/PNNNbpp b - - 89 45

```

Lichess는 간단히 '비축되었음'을 표시하기 위해 0번째 랭크를 추가했다.  8개보다 많은 기물이 비축되어 있으므로 마지막 줄은 8글자 이상이다.

Xboard/Winboard 에서는 다른 기보법이 사용된다. 다음의 예시에서는 비축물이 꺾쇠괄호 안에 있다. 
```
r2qk3/pp2bqR1/2p5/8/3Pn3/3BPpB1/PPPp1PPP/RK1R4[PNNNbpp] b - - 89 45

```

Chess.com식 기보법은 비축된 기물을 완전한 한 수를 나타내는 숫자 앞으로 꺼냈다..

현재 판에 있는 기물 중 어느 것이 실제 승급한 폰인지 추적하기 위해 리체스와 Xboard/Winboard는 글자 표기 뒤에 '~'를 사용한다. 하지만, Chess.com은 승급된 폰의 조직을 사용한다. 
```
r2q1r1k/2p1ppb1/p2p2pp/3P1p2/B6B/2N2NPp/1PP2P1K/3Q3q w - - 0 26 NNBRpr h1

```